# Radijski festival 2004.
Radijski festival 2004. takođe poznat kao Prvi Radijski Festival Srbije i Crne Gore ili FERAS (Festival Radija S) bio je prvi po redu radijski festival zabavne muzike održan u Beogradu 2004, u Sava Centru. Festival je nastao na desetogodišnjicu postojanja Radia S koji je i glavni organizator. Učestvovalo je 36 kompozicija. Među izvođačima su se našla mnoga već dobro poznata lica naše muzičke scene.
Pobedio je Amadeus Bend sa numerom Ona i Ja. Drugo mesto je pripalo Maji Odžaklijevskoj i numeri Anatema.

## Učesnici
| #  | Izvođač                          | Pesma              | Muzika                          | Tekst                              | Aranžman                                                              |
| -- | -------------------------------- | ------------------ | ------------------------------- | ---------------------------------- | --------------------------------------------------------------------- |
| 1  | Amadeus                          | Ona i Ja           | Srđan Simić Kamba               | Biljana Spasić                     | Miljan Davidović                                                      |
| 2  | Nataša Kojić                     | Fali Mi Osmeh Tvoj | Nataša Kojić                    | Nataša Kojić                       | Jovan Haim                                                            |
| 3  | Jellena                          | Umri Za Mnom       | Nena Leković                    | Nena Leković                       | Alek Aleksov                                                          |
| 4  | Saša Vasić                       | Nisam Kao Ti       | Saša Vasić                      | Saša Vasić                         | Dejan Momčilović                                                      |
| 5  | Ksenija Mijatović                | Znači              | Dragiša Baša                    | Dragiša Baša                       | Vuk Zirojević                                                         |
| 6  | Igor Starović                    | Podvala            | Igor Starović                   | Biljana Spasić                     | Dream Team                                                            |
| 7  | Lidija                           | Utopija            | Nena Leković                    | Nena Leković                       | Alek Aleksov                                                          |
| 8  | Marko Jeftić                     | Lud Za Njom        | Dragana Jovanović               | Dragana Jovanović                  | Ognjan Radivojević                                                    |
| 9  | Neda Ukraden                     | Ljubomora          | Neda Ukraden • Dušan Bačić      | Jelena Biblija • Dušan Bačić       | Dušan Bačić                                                           |
| 10 | Leontina                         | Krila              | Leontina Vukomanović            | Leontina Vukomanović               | Sound Plus                                                            |
| 11 | Beat Street                      | Osećaj Loš         | Husein Husa Alijević            | Husein Husa Alijević               | Husein Husa Alijević                                                  |
| 12 | Pero Stefanović                  | Žig Ljubavi        | Aleksandra Stefanović           | Aleksandra Stefanović              | Mirko Šćepanović                                                      |
| 13 | Allegro                          | Kasno Je           | Svetozar Andrić - Sveta Allegro | Svetozar Andrić - Sveta Allegro    | Stefan Pavlović                                                       |
| 14 | Bebi Dol                         | Samba Jao, Jao     | Bebi Dol                        | Bebi Dol                           | Bebi Dol • Saša Habić                                                 |
| 15 | Charter                          | Pusti Me           | Rastko Aksentijević             | Rastko Aksentijević                | Sound Plus                                                            |
| 16 | Aleksandra Perović               | Zima Mi Je         | Pera Stokanović                 | Pera Stokanović                    | Pera Stokanović                                                       |
| 17 | Bojan Bjelić                     | Bebo, Vrati Se     | Žika Zana                       | Jelena Zana                        | Aleksandar Kobac                                                      |
| 18 | Ivana Popović i Ljuban Živanović | Srce Kamenja       | Tanja Đonlaga                   | Slavenko Šućur                     | Aleksandar Saša Gajić                                                 |
| 19 | Dado Glišić                      | Dobar i Lud        | Bane Opačić                     | Bane Opačić                        | Mićo Marjanović                                                       |
| 20 | Mina Lazarević                   | Da Li Ona Zna      | Marko Kon                       | Ceca Slavković                     | Aleksandar Kobac                                                      |
| 21 | Denis i Obule                    | Rođen Sam          | Maya Leković                    | Maya Leković                       | Aleksandar Kobac                                                      |
| 22 | Marinela                         | Zatvori Oči        | Aleksandar Vlahović             | Aleksandar Vlahović                | Boris Nikolić                                                         |
| 23 | Dušan Petrović                   | Tuđe Prezime       | Uroš Marković                   | Marija Marić Marković              | Uroš Marković                                                         |
| 24 | Đogani                           | Miris Nedelje      | Sanja Ćupurdija                 | Sanja Ćupurdija                    | Aleksandar Kobac                                                      |
| 25 | Tropiko                          | Sedativ            | Žika Zana                       | Jelena Zana                        | Tropiko • Uroš Marković                                               |
| 26 | Ružica Čavić                     | Vučica             | Nenad Tomićević                 | Gordana Milutinović • Ružica Čavić | Nenad Tomićević                                                       |
| 27 | Oliver Stoiljković               | Ti Nisi Tu         | Oliver Stoiljković              | Oliver Stoiljković                 | Bojan Bojović                                                         |
| 28 | Ivana Ćosić                      | Kiša               | Nikola Jašović                  | Nikola Jašović                     | Nikola Jašović                                                        |
| 29 | No name                          | Zakuni Se          | Slaven Knezović                 | Milan Perić                        | Slaven Knezović                                                       |
| 30 | Trio Passage                     | Luda Sam           | Aleksandra Radović              | Aleksandra Radović                 | Jovan Đorđević • Vesna Marinković • Nada Radosavljević • Marijo Pajić |
| 31 | Aleksandra Radosavljević         | Reci Sad           | Saša Dragić                     | Gordana Jelić                      | Alek Aleksov                                                          |
| 32 | Želimir Kulišić                  | Gubi Se            | Želimir Kulišić                 | Želimir Kulišić                    | Želimir Kulišić                                                       |
| 33 | Knez                             | Mala               | Anđelko Đuranović               | Zoran Ćulafić                      | Marko Milatović • Vladan Popović Pop                                  |
| 34 | Ziki                             | Praštam Ti Dug     | Ceca Slavković                  | Ceca Slavković                     | Aleksandar Kobac                                                      |
| 35 | Maja Odžaklijevska               | Anatema            | Nena Leković                    | Zoran Leković                      | Ognjan Radivojević                                                    |
| 36 | Negative                         | Čarobni Napitak    | Ivana Pavlović • Negative       | Ivana Pavlović                     | Negative • Milan Prokop                                               |

## Povezani članci
- Amadeus Bend
- Radijski Festival 2005.
- Radijski Festival 2007.